# Edvin Stenmarck
Nils Edvin Albert Stenmarck, född 3 februari 1891 i Malmö Sankt Pauli församling, död 7 juni 1964 i Malmö Sankt Petri församling, var en svensk jurist.
Edvin Stenmarck var son till byggmästaren Nils Stenmarck och Elna Andersson samt bror till rådmannen Gustaf Stenmarck och farbror till dennes dotter simmaren Ingrid Stenmarck. Efter studentexamen i Malmö 1910 läste han juridik, blev juris kandidat vid Lunds universitet 1914 och gjorde tingstjänstgöring i Västra Göinge domsaga 1914–1916. Han tjänstgjorde sedan vid Skånska hovrätten 1917–1919, var advokat vid Waldenströms advokatbyrå 1919–1926 och drev egen advokatbyrå 1926–1934.
Han var ledamot av Sveriges advokatsamfund 1921–1934. Stenmarck blev ombudsman i Skånes stadshypoteksförening och i Skånes bostadskreditförening 1932 och blev verkställande direktör för båda sammanslutningarna 1934. Han var styrelseledamot i Konungariket Sveriges stadshypotekskassa från 1945, i Svenska bostadskreditkassan från 1943 och i Försäkrings AB Allmänna Brand från 1935.
Stenmarck gifte sig 1918 med Margareta Heerklotz (1893–1979) från Tyskland. De fick fyra barn: Nils (född 1919), Erik (född 1920), Inga (född 1923, Martin Stenmarcks farmor) och Ulla-Britta (född 1926).